# Carpoapseudes laubieri
Carpoapseudes laubieri är en kräftdjursart som beskrevs av Mihai Bacescu 1982. Carpoapseudes laubieri ingår i släktet Carpoapseudes och familjen Apseudidae. Inga underarter finns listade i Catalogue of Life.